# Eremobates gracilidens
Eremobates gracilidens är en spindeldjursart som beskrevs av Muma 1951. Eremobates gracilidens ingår i släktet Eremobates och familjen Eremobatidae. Inga underarter finns listade i Catalogue of Life.